# Charlotta Bass
Charlotta Amanda Spears Bass (14 de febrero de 1874-12 de abril de 1969) fue una educadora, editora de periódicos y activista por los  derechos civiles estadounidense. También centró su trabajo en otras actividades como el derecho a la vivienda, el derecho al voto y los derechos laborales, así como la brutalidad y el acoso policial. Bass es considerada la primera mujer afroamericana propietaria y editora de un periódico en Estados Unidos; publicó el California Eagle desde 1912 hasta 1951. En 1952, se convirtió en la primera mujer afroamericana nominada para la vicepresidencia, como candidata del Partido Progresista.
Debido a sus actividades, fue acusada en varias ocasiones de formar parte del Partido Comunista, algo de lo que no había pruebas y que la propia Bass negó repetidamente. A pesar de ello, fue vigilada  por el FBI, que continuó viéndola como una amenaza potencial para la seguridad nacional hasta que cumplió los noventa años.

## Antecedentes

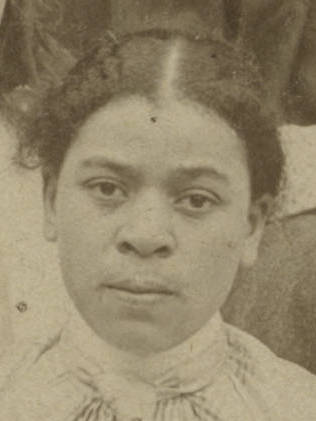
Charlotta Bass, fotografía de su etapa escolar, Providence, Rhode Island, década de 1890.

Charlotta Amanda Spears nació el 14 de febrero de 1874; era hija de Hiram y Kate Spears. Algunas fuentes fijan su lugar de nacimiento en Sumter, Carolina del Sur, mientras que otras sugieren que nació en Little Compton, Rhode Island.  Era la sexta de once hermanos entre los que se encontraba  Victorine Spears Kinloch. Se educó en escuelas públicas y cursó un semestre en Pembroke College en la Universidad de Brown.  A los veinte años, se trasladó a vivir con su hermano Ellis a Providence, Rhode Island, donde trabajó vendiendo suscripciones para el Providence Watchman, un periódico  local negro.  Spears trabajó para Providence Watchman durante unos diez años.
Se trasladó a California a los  36 años por motivos de salud y terminó trabajando en el California Eagle. Su primer trabajo en este periódico consistió en vender suscripciones. A la muerte de su fundador, John Neimore, asumió el cargo de editora del periódico. Más tarde se convirtió en propietaria del California Eagle tras adquirirlo en una subasta por cincuenta dólares. En esta época cursó estudios en la Universidad de Columbia y en la de California. En 1912, un nuevo editor, Joseph Bass, se incorporó al Eagle. Bass había sido uno de los fundadores de Topeka Plaindealer. Bass compartió con Spears su preocupación por la injusticia y la discriminación racial en la sociedad.

## Matrimonio y familia
Charlotta Spears se casó con Joseph Bass y dirigieron juntos el Eagle. Ella no tuvo descendencia.

## California Eagle

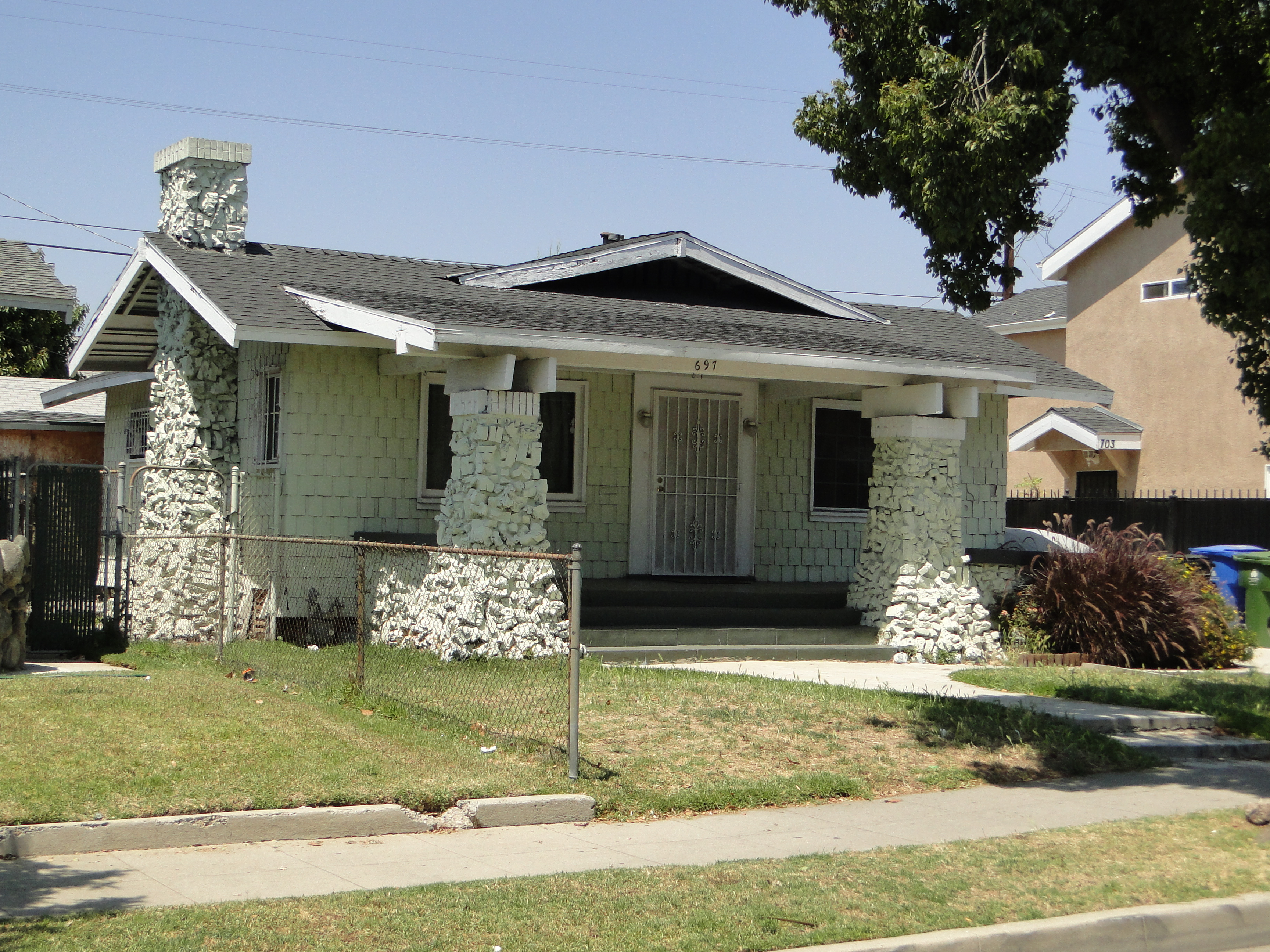
Charlotta Bass vivió en el distrito histórico 52nd Place durante la década de 1930.

The Eagle se hizo con un gran número de lectores negros. En 1925, contaba con doce personas y publicaba veinte páginas semanales. Con una tirada de 60.000 ejemplares, se convirtió en el mayor  periódico afroamericano de la costa oeste.Se le atribuye el mérito de ser pionero de la política multiétnica, al defender los derechos civiles de los asiático-americanos y mexicano-americanos en la década de 1940, época en la que el California Eagle, junto con otros rotativos afroamericanos, estaban siendo investigados por la Oficina del Secretario de Guerra, por  considerarlos una amenaza para la seguridad nacional. : 102 El Departamento de Justicia interrogó a Bass en 1942 sobre si el periódico estaba financiado por Japón y Alemania. : 102 
Cuando el editor John J. Neimore enfermó, cedió las operaciones del Eagle a Spears. Tras la muerte de Neimore, "resultó que este periódico fundado por negros era propiedad de un hombre blanco, que ofrecía su apoyo a Spears sólo si se convertía en su 'novia'. Ella lo despreció y pidió prestados 50 dólares al dueño de una tienda local para comprar la escritura". Cambió el nombre de la empresa periodística por el de California Eagle debido al aumento de los problemas sociales y políticos. Su propósito para el California Eagle era escribir sobre los males de la sociedad. El periódico sirvió como fuente de información e inspiración para la comunidad negra, que a menudo era ignorada o retratada negativamente por la prensa blanca predominante.  Como editora, Bass se comprometió a producir una publicación periódica de calidad. En su columna semanal "On the Sidewalk", iniciada en 1927, llamó la atención sobre las injustas condiciones sociales y políticas de todas las comunidades minoritarias de Los Ángeles e hizo una enérgica campaña a favor de la reforma.

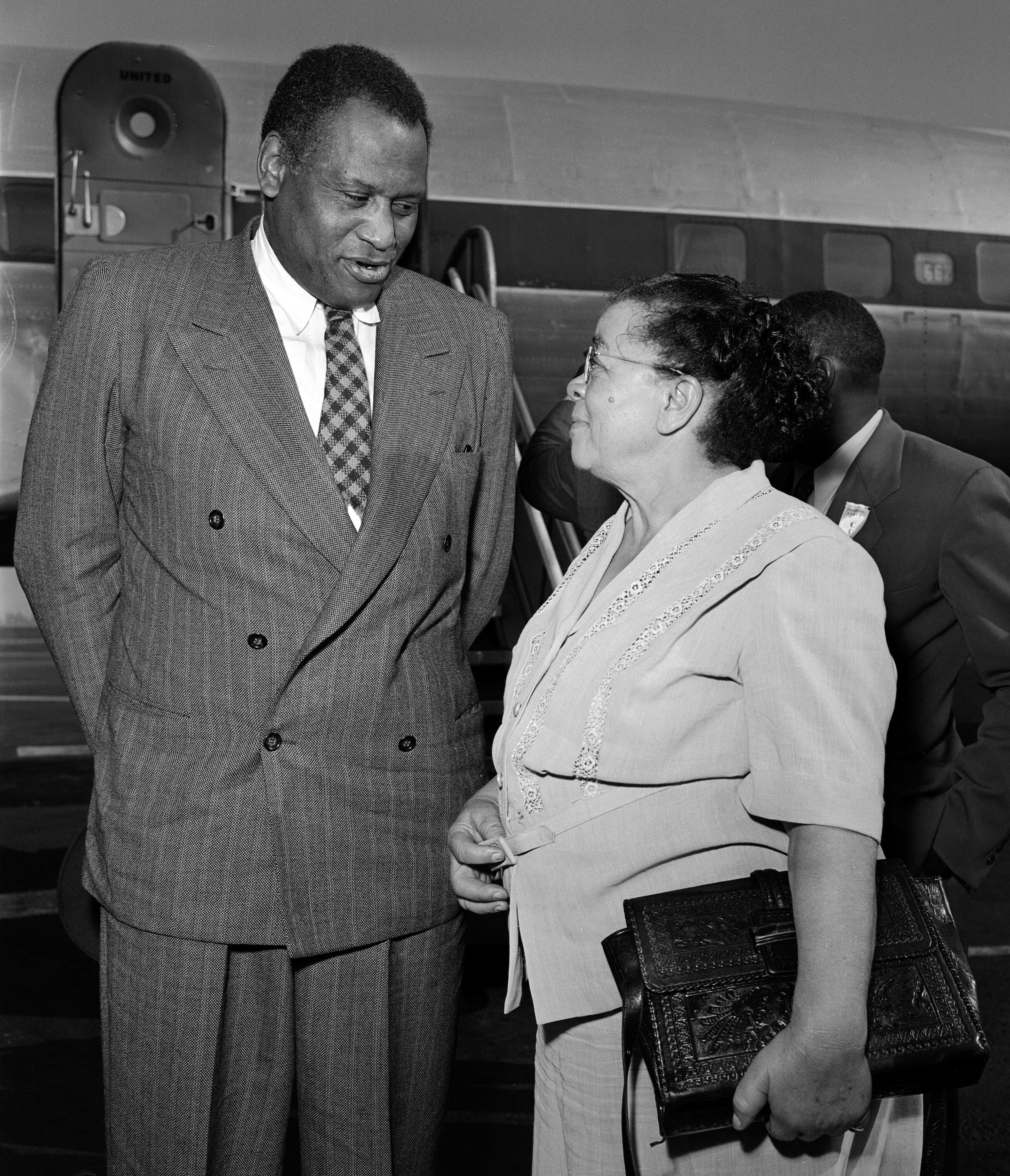
Bass y Paul Robeson, Los Ángeles, 1949

Bass publicó el California Eagle desde 1912 hasta 1951. Ella y su marido lucharon contra problemas como las imágenes despectivas de la película de D. W. Griffith, El nacimiento de una nación; las prácticas de contratación discriminatorias; el resurgimiento del Ku Klux Klan; la brutalidad policial, y los convenios restrictivos de vivienda. En su lucha contra el Ku Klux Klan, Bass recibió llamadas telefónicas amenazadoras y hubo un momento en que se enfrentó a ocho hombres vestidos de blanco, a los que asustó tras mostrar un arma de fuego. También fue demandada sin éxito por difamación por el líder del Ku Klux Klan, GW Price, después de que Bass publicara una carta del clan en la que se detallaban los planes para exterminar a los líderes negros. : 98 
Los Bass defendieron a los soldados negros del Veinticuatro de Infantería que fueron condenados  injustamente en los disturbios raciales de Houston de 1917. También cubrieron el caso y apoyaron a los " Scottsboro Boys ", nueve jóvenes que fueron incriminados y condenados por violación en Scottsboro, Alabama, en 1931.
En 1934, Joseph Bass murió y Charlotta Bass asumió el control del periódico. Durante este período, el California Eagle, junto con otros rotativos afroamericanos, estaba bajo vigilancia de la Oficina del Secretario de Guerra por considerarlo una amenaza para la seguridad nacional. : 102 El Departamento de Justicia interrogó a Bass en 1942 por acusaciones de que el periódico estaba financiado por Japón y Alemania. : 102 El FBI continuó vigilando a Bass, ya que consideraban que sus acciones hacían apología del Partido Comunista, a pesar de la falta de pruebas y de que la propia Bass negó cualquier afirmación de este sentido. : 102–103, 104 En 1943, el Departamento de Correos solicitó al Departamento de Justicia que revocara su permiso de envío. El Departamento de Correos argumentó que el periódico no se podía enviar por correo debido al material sensible e ilegal que contenía. Bass ganó de nuevo el caso, y el Departamento de Justicia declaró que su permiso de correo no sería revocado. : 103 
Bass continuó utilizando el periódico para concienciar sobre diversos problemas a los que se enfrentaban los afroamericanos y otras minorías, como los convenios restrictivos en materia de vivienda, que el Tribunal Supremo de los Estados Unidos consideró inconstitucionales en 1948.
Como Bass no tenía hijos, quiso traspasar el periódico a su sobrino, John Kinloch, hijo de Victorine Spears Kinloch. Vivió con Bass en Los Ángeles y trabajó como reportero y editor del California Eagle. Se unió al ejército para servir en la Segunda Guerra Mundial, pero murió en Alemania el 3 de abril de 1945. Su madre era la beneficiaria de su seguro de vida y a su muerte la póliza pasó a Bass.
Bass continuó dirigiendo el California Eagle hasta que lo vendió en 1951 y se trasladó a la ciudad de Nueva York, donde se centró en la política. : 105 Su activismo político daría lugar a que la siguieran considerando  comunista, lo que ella siguió negando. 

## Actividades políticas

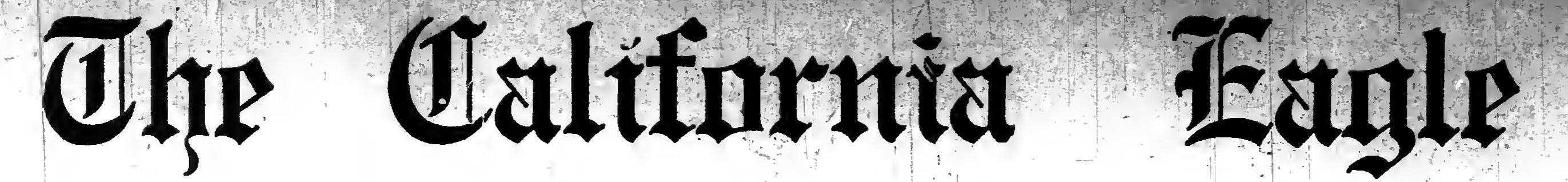
1916 Placa de identificación del águila de California

Durante la década de 1920, Bass llegó a ser copresidenta de la sección de Los Ángeles de la Universal Negro Improvement Association, fundada por Marcus Garvey. Bass creó la Home Protective Association (Asociación de Protectora de Viviendas) para acabar con los convenios de vivienda en vecindarios exclusivamente blancos. Ayudó a fundar el Industrial Business Council, que luchaba contra la discriminación en el empleo y animaba a los negros a crear sus propias empresas. Como directora y editora del California Eagle, el periódico negro más antiguo de la costa oeste, Bass luchó contra los convenios restrictivos en materia de vivienda y las escuelas segregadas en Los Ángeles. Hizo campaña para acabar con la discriminación laboral en el Hospital General de Los Ángeles, la Compañía de Transporte Rápido de Los Ángeles, la Compañía Telefónica del Sur y el Proyecto Boulder Canyon.
Durante la Gran Depresión de 1930, continuó animando a las empresas negras con la campaña conocida como "No compres donde no puedas trabajar".  Republicana durante mucho tiempo, votó al presidente Franklin D. Roosevelt, un demócrata, en 1936.
Como dirigente tanto de la NAACP como de la UNIA, Bass superó la división entre la política negra integracionista y separatista. Fue directora del Movimiento Juvenil de la NAACP. Contaba con 200 miembros, entre ellos algunos actores y actrices, como Lena Horne, Hattie McDaniel y Louise Beavers.
En 1940, el Partido Republicano eligió a Bass como directora regional occidental para la campaña presidencial de Wendell Willkie. Tres años después, se convirtió en la primera afroamericana miembro del gran jurado del Tribunal del Condado de Los Ángeles. También en 1943, Bass dirigió un grupo de líderes negros en la oficina del alcalde de Los Ángeles, la oficina de Fletcher Bowron. Exigieron una ampliación del Comité del Alcalde para la Unidad Americana, más reuniones públicas masivas para promover la unidad interracial y el fin de las prácticas discriminatorias de contratación de la empresa privada Los Angeles Railway Company. El alcalde solo accedió a ampliar su comité. Más tarde, en la década de 1940, Bass abandonó el Partido Republicano y se unió al Partido Progresista porque creía que ninguno de los partidos principales estaba comprometido con los derechos civiles.
También se presentó como candidata al Ayuntamiento de Los Ángeles en la década de 1940 utilizando el lema de la canción " Don't Fence Me In" para resaltar su condena de la discriminación en materia de vivienda.
En 1952 presidió la Sojourners for Truth and Justice, una organización de mujeres negras creada para protestar contra la violencia racial en el Sur.  Ese mismo año, fue nominada para la vicepresidencia  de Estados Unidos por el Partido Progresista. Fue compañera de papeleta del abogado Vincent Hallinan. Bass se convirtió en la primera mujer afroamericana en postularse para vicepresidente de Estados Unidos. Su programa abogaba por los derechos civiles, los derechos de las mujeres, el fin de la guerra de Corea y la paz con la Unión Soviética. El lema de Bass durante la campaña a la vicepresidencia fue: "Ganemos o perdamos, ganamos planteando los problemas".Durante la campaña recibió el apoyo de Paul Robeson, WEB DuBois y Ada B. Jackson. Comenzó la campaña en solitario mientras Hallinan cumplía una sentencia de seis meses por desacato al tribunal debido a su defensa legal del líder sindical Harry Bridges.
Bass trabajó en temas que también atrajeron a Luisa Moreno, quien participó activamente en la política afrochicana en Los Ángeles durante las décadas de 1930 y 1950. No hay constancia de que las dos mujeres se conocieran, pero en 1943 ambas formaron parte del Comité de Defensa de Sleepy Lagoon, un grupo multirracial que luchó por la liberación de varios chicanos condenados por asesinato por un jurado compuesto exclusivamente por blancos lo que las convirtió en parte de la misma lucha. Bass escribió su última columna para el California Eagle el 26 de abril de 1951 y vendió el periódico poco después. 
Tras sufrir un derrame cerebral en 1966, se retiró a un asilo de ancianos de Los Ángeles. En 1967, a la edad de noventa y un años, el FBI todavía clasificaba a Charlotta Bass como una amenaza potencial a la seguridad nacional.
Durante su jubilación mantuvo una biblioteca en el  garaje de su casa para los jóvenes del barrio como  continuación de su larga lucha para brindar oportunidades y educación a todas las personas. Murió en Los Ángeles el 12 de abril de 1969 a causa de una hemorragia cerebral. Está enterrada junto a su marido en el cementerio Evergreen, Boyle Heights, Este de Los Ángeles, California. La lápida sólo menciona a su marido. 

## Actividades políticas interraciales
El ensayo de Gaye Johnson Constellations of Struggle (2008) examina la importancia de Charlotta Bass y Luisa Moreno en el activismo político y su relación con la historia de las luchas a las que se han enfrentado las comunidades de color. Ambas compartieron  y participaron activamente en la lucha por los derechos civiles a través de organizaciones conjuntas y de su propio activismo. Bass se centró principalmente en la comunidad afroamericana y Luisa Moreno en la comunidad chicana, pero las dos persiguieron los mismos objetivos y participaron activamente en el Comité de Defensa de Sleepy Lagoon, los derechos laborales y los derechos civiles durante toda su vida. También utilizaron la técnica de influir en una comunidad al tiempo, empleando el activismo antirracista y generando conciencia.
A través del California Eagle, Bass logró que los lectores reconocieran las luchas de las comunidades de color. Incluso cuando ella tuvo que enfrentarse a sus propios problemas con las autoridades estadounidenses, los aprovechó para aumentar la influencia de su periódico.En una ocasión, tras ser detenida y perder su vuelo a China para asistir a una conferencia, continuó su trabajo en el siguiente número del periódico donde señalaba los problemas a los que se enfrentaba, la comunidad afroamericana en Los Ángeles. A través del periódico, pudo revertir la táctica utilizada durante mucho tiempo de culpar a las personas de color para echarle la culpa a los funcionarios blancos responsables del trato desigual que se seguía perpetuando en diversas áreas, como la vivienda y la brutalidad policial.
El libro de Gaye Johnson Spaces of Conflict, Sounds of Solidarity (2013) promueve el concepto de "constelaciones de lucha" al analizar la "historia de resistencia" en la que las comunidades han luchado y cómo han recuperado espacios.La obra de Charlotta Bass y Luisa Moreno representa una lucha interracial y momentos de solidaridad. Estas etapas de apoyo entre afroamericanos y mexicanos fueron una forma de reclamar espacio no sólo a través de medios políticos sino a través de espacios de ocio como la música. Cuando las comunidades de color fueron atacadas violentamente por los blancos, estas comunidades se unían para seguir resistiendo aunando sus fuerzas.
El California Eagle se utilizó como herramienta para cambiar la ideología de las comunidades, desafiando a la policía, incluso comparando sus tácticas con las de Hitler, desafiando la suposición de que el comportamiento criminal era biológico en las personas de color y vinculando el fascismo con el racismo. Fue una forma de atraer la atención mundial hacia los problemas de las personas de color. Charlotta Bass fue capaz de promover la creación de  un "derecho espacial" uniendo a las comunidades a través de su trabajo con las organizaciones y el periódico.

## Legado
El trabajo de Charlotta Bass como propietaria y editora del California Eagle se desarrolló desde 1912 hasta 1951. El California Eagle se utilizó como plataforma para dar a conocer los problemas de la comunidad afroamericana y diferentes temas relacionados con los derechos civiles. Trabajó para mejorar las condiciones de las personas de color a través de una multitud de derechos civiles, como el derecho a la vivienda, los derechos laborales, el derecho al voto y la brutalidad policial. Fue la primera mujer afroamericana en ser miembro del jurado en el Tribunal del Condado de Los Ángeles y en postularse para vicepresidenta de los Estados Unidos.

## Otras lecturas
- John M. Findlay. Power and Place in the North American West, Richard White. Prensa de la Universidad de Washington, 1999. ISBN 0-295-97773-6
- Obituario: Los Angeles Sentinel, 17 de abril de 1969.